# Pehr Ennes
Pehr Ennes, född 13 april 1756 i Gävle, död där 11 maj 1829, var en svensk affärsman och brukspatron. Han var svärfar till Adolf Ludvig von Post.

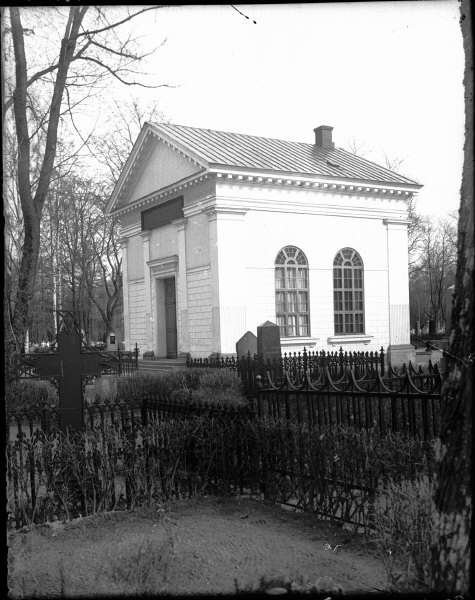
Enneska gravkoret Gamla kyrkogården, Gävle.

Pehr Ennes var son till Gävles borgmästare Petter Ennes. Han var elev vid gymnasiet i Gävle 1769-1773. Han erhöll efter studierna revisionsuppdrag för P. Brändström & Co., kontorist där 1777. Efter slog han sig dock ned i Stockholm där han knöt kontakter inom Skeppsbroadeln. Genom kontakter med sin forne arbetsgivare Peter Brändströms svåger Erik Schröder lärde han känna dennes dotter Lisette Brändström, med vilken han förlovade sig före sin avresa för en studieresa till England, Frankrike, Italien, Nederländerna samt i Hamburg och Riga 1784-1786. Vid hemkomsten ingick han äktenskap med Brändströms dotter och blev kompanjon i dennes firma.
Brändström kom att ogilla Ennes hårdhänta metoder för att driva in skulder till firman men tack vare denne blomstrade särskilt rederiverksamheten och firmans utarrenderade skeppsvarv inbringade goda inkomster. Han fungerade även som förläggare för flera järnbruk och titulerades brukspatron. Från 1794 blev han även svärfaderns medarbetare som översyningsman över Gävle hamn och övertog 1806 helt sysslan samtidigt som han blev ledare för familjeföretaget även om han senare tog upp Hans Wilhelm Eckhoff som sin kompanjon. Ennes var även ledamot av direktionen för Gävle elementarskola 1809-1829, ordförande i handelssocieteten i Gävle 1814-1825, skattmästare i Gävleborgs läns hushållningssällskap 1814-1829, hedersledamot av styrelsen för Gefle stads sparbank 1824-1829 och ledamot av Patriotiska sällskapet. Han blev riddare av Nordstjärneorden 1818.